# Bootstrap conforme
Pour les articles homonymes, voir Bootstrap.
Le bootstrap conforme est une méthode non-perturbative pour résoudre des théories conformes des champs. Contrairement à des techniques traditionnelles de la théorie quantique des champs, le bootstrap n'utilise pas le Lagrangien de la théorie, et il s'applique également à des théories non-lagrangiennes. En revanche, le bootstrap ne fait que référence à des paramètres observables de la théorie, comme les dimensions d'échelle des opérateurs locaux et leurs fonctions à trois points. Le bootstrap a son origine dans le développement de courte distance dans les théories conformes, qui les munit d'une structure algébrique, et le fait que ce développement a un rayon de convergence non nul. 
La notion du bootstrap conforme a été développée dans les années 1970 par le physicien soviétique Alexander Polyakov  et les physiciens italiens Sergio Ferrara, Raoul Gatto et Aurelio Grillo.
En deux dimensions, le bootstrap conforme a été mené à bien dans un premier temps en 1983 par Alexandre Belavine, Alexander Polyakov et Alexandre Zamolodtchikov. Un grand nombre de théories conformes en deux dimensions ont été résolues grâce à cette méthode, notamment les modèles minimaux et la théorie de Liouville.
En dimension supérieure à deux, le bootstrap conforme a été étudié depuis 2008, à la suite d'un papier de Riccardo Rattazzi, Viatcheslav Rytchkov, Erik Tonni et Alessandro Vichi.  Depuis, le bootstrap a mené à plusieurs résultats généraux sur les théories conformes et superconformes en trois, quatre, cinq et six dimensions. En trois dimensions, le bootstrap a produit des prédictions très précises pour les exposants critiques du modèle d'Ising,,.